# HD93821
HD93821 — хімічно пекулярна зоря спектрального класу B9, що має видиму зоряну величину в смузі V приблизно  7,9.
Вона  розташована на відстані близько 2651,7 світлових років від Сонця.

## Пекулярний хімічний склад
Зоряна атмосфера HD93821 має підвищений вміст 
Si
.